# Ar-Razi (Schachspieler)
Ar-Razi (arabisch الرازي, DMG ar-Rāzī; * um 825; † um 860) war ein arabischer Schachmeister des 9. Jahrhunderts und gehörte zur „aliat“, der höchsten Spielerklasse.
Ar-Razi widmete sich vor allem den künstlichen Endspielen, den sogenannten Mansuben. Aber auch den Schacheröffnungen wandte er sich zu. Die Empfehlungen für die besten Züge wurden auf Tafeln festgehalten, den Tabijen. Sie enthielten Partieanfänge bis etwa zum zwölften Zug und bekamen meist sehr poetische Namen, wie zum Beispiel die erhalten gebliebene „Mudschannah“, „Der mit Flügeln versehene“.
Die hervorragenden Theoriekenntnisse von ar-Razi waren sicher einer der Gründe, warum er den bis dahin stärksten Meister al-Adli ablöste. Im Jahr 847 kam es am Hofe des Kalifen al-Mutawakkil in seinem Beisein zu einem Wettkampf zwischen beiden, den ar-Razi klar gewann. Es war eine Art Weltmeisterschaft, denn nach dem Sieg galt ar-Razi als der stärkste Spieler der Welt. Er wurde seinerseits abgelöst von den Meistern Mawardi und as-Suli, die um 905 herum zur Zeit des Kalifen al-Muktafi lebten.